# Чемпионат России по боксу 2016
Чемпионат России по боксу 2016 года проходил в Оренбурге 21-29 ноября.

## Медалисты
| Весовая категория | Золото                                             | Серебро                                              | Бронза                                                                                 |
| ----------------- | -------------------------------------------------- | ---------------------------------------------------- | -------------------------------------------------------------------------------------- |
| до 49 кг          | Василий Егоров Московская область, Якутия          | Бэлик Галанов Московская область, Бурятия            | Батор Сагалуев Бурятия, Хабаровский край Иван Абрамов Рязанская область, Башкортостан  |
| до 52 кг          | Вадим Кудряков Ростовская область, Республика Крым | Вячеслав Ташкараков Новосибирская область            | Павел Гунченко Кемеровская область Овик Оганнисян Московская область, Хабаровский край |
| до 56 кг          | Бахтовар Назиров ХМАО                              | Шахриёр Ахмедов Новосибирская область                | Леван Хасая Москва Максим Чернышёв Удмуртия                                            |
| до 60 кг          | Габил Мамедов Оренбургская область                 | Константин Богомазов Пермский край, Москва           | Владимир Стрыгин Москва Артур Субханкулов Башкортостан                                 |
| до 64 кг          | Дмитрий Полянский Белгородская область             | Армен Закарян Новосибирская область                  | Андрей Кириченко Санкт-Петербург Григорий Лизуненко ХМАО                               |
| до 69 кг          | Сергей Собылинский Белгородская область            | Андрей Замковой Московская область, Хабаровский край | Артём Зайцев Челябинская область Владислав Савостьянов Москва                          |
| до 75 кг          | Пётр Хамуков Санкт-Петербург                       | Максим Коптяков ХМАО, Севастополь                    | Александр Агафонов Москва Андрей Ковальчук ХМАО                                        |
| до 81 кг          | Муслим Гаджимагомедов Дагестан                     | Павел Силягин Новосибирская область                  | Георгий Кушиташвили Московская область Даниил Швед Вологодская область                 |
| до 91 кг          | Садам Магомедов Владимирская область, Дагестан     | Дмитрий Фомин Москва                                 | Ислам Текеев Московская область, Карачаево-Черкесия Сергей Калчугин Москва             |
| свыше 91 кг       | Артём Суслёнков Волгоградская область              | Иван Верясов Санкт-Петербург                         | Максим Бабанин Волгоградская область Магомед Омаров Московская область, Дагестан       |